# Claude Juste Alexandre Legrand
Claude Just Alexandre Louis Legrand (Le Plessier-sur-Saint-Just, Oise, 23 de Fevereiro de 1762,  - Paris, 8 de Janeiro de 1815) foi um general francês. Ele comandou divisões francesas em várias batalhas notáveis. Napoleão fez dele um Conde do Império em 1808. Ele subiu a senador em 5 de abril de 1813, depois Par da França em 4 de junho de 1814 e chevalier de Saint-Louis em 27 de junho de 1814. Ele organizou a defesa de Chalon-sur-Saône em 1814 e morreu em Paris em 1815 de ferimentos recebidos ao lado do rio Berezina.

## Revolução e República
Sua carreira militar começou quando ele se alistou em 1777. Durante a Revolução Francesa, ascendeu rapidamente ao posto de tenente-coronel. Ele recebeu a promoção a general de brigada em 1793 e lutou na Batalha de Fleurus (1794). Como parte do Exército do Danúbio, ele também lutou na Batalha de Ostrach e na Batalha de Stockach (1799). Como general de divisão, lutou sob o comando de Jean Victor Marie Moreau na Batalha de Hohenlinden (1800), segurando com sucesso o flanco esquerdo.

## Império
Sob o imperador Napoleão, ele comandou uma divisão no IV Corpo do Marechal Nicolas Soult na campanha de 1805. Na Batalha de Austerlitz, sua divisão ajudou a afastar a enorme ala esquerda austro-russa por tempo suficiente para que as outras duas divisões de Soult rompessem o centro russo.
Ainda no corpo de Soult, Legrand lutou nas batalhas de Jena em 1806 e Eylau em 1807. Durante a campanha de 1809, liderou uma divisão sob o comando do marechal Andre Massena nas batalhas de Ebelsberg, Aspern-Essling e Wagram. Na invasão da Rússia por Napoleão em 1812, ele lutou no II Corpo do Marechal Oudinot em Polotsk. Ele foi gravemente ferido durante a travessia do rio Berezina, mas sobreviveu à desastrosa retirada de inverno.

Legrand foi empregado em comandos menores durante a campanha de 1814 na França. Ele morreu dos efeitos de sua ferida russa em 9 de janeiro de 1815.